# Wilhelm Loeper (fotbollsspelare)
Wilhelm Axel Ulfsson Loeper, född 30 mars 1998, är en svensk fotbollsspelare som spelar för Helsingborgs IF.

## Karriär
Loepers moderklubb är Djurgårdens IF. I slutet av 2017 blev han utsedd till "Årets junior" i Djurgårdens IF. I januari 2018 värvades Loeper av division 1-klubben Arameisk-Syrianska IF, där han skrev på ett tvåårskontrakt.
I februari 2019 värvades Loeper av AFC Eskilstuna, där han skrev på ett treårskontrakt. Loeper gjorde allsvensk debut den 31 mars 2019 i en 3–1-vinst över IFK Göteborg, där han blev inbytt i den 90:e minuten mot Denni Avdić. Efter säsongen 2020, då Loeper vann superettans assistliga, lämnade han klubben.
I februari 2021 värvades Loeper av Helsingborgs IF, där han skrev på ett treårskontrakt. I januari 2024 förlängde Loeper sitt kontrakt med två år. 2023 blev han utsedd till årets HIF:are.